# Prispevki za novejšo zgodovino
Prispevki za novejšo zgodovino (med letoma 1960 in 1986 Prispevki za zgodovino delavskega gibanja) je slovenska znanstvena zgodovinopisna revija, ki vsebuje novejše raziskave slovenskega in tujega zgodovinopisja iz področja zgodovine srednje in jugovzhodne Evrope 19. in 20. stoletja ter ocene in poročila o pomembnejših delih iz novejše zgodovine.
Revijo trikrat letno izdaja Inštitut za novejšo zgodovino. Glavni in odgovorni urednik je Jure Gašparič.